# Atoposmia mirifica
Atoposmia mirifica là một loài Hymenoptera trong họ Megachilidae. Loài này được Michener mô tả khoa học năm 1954.